# Мікроскопне предметне скло

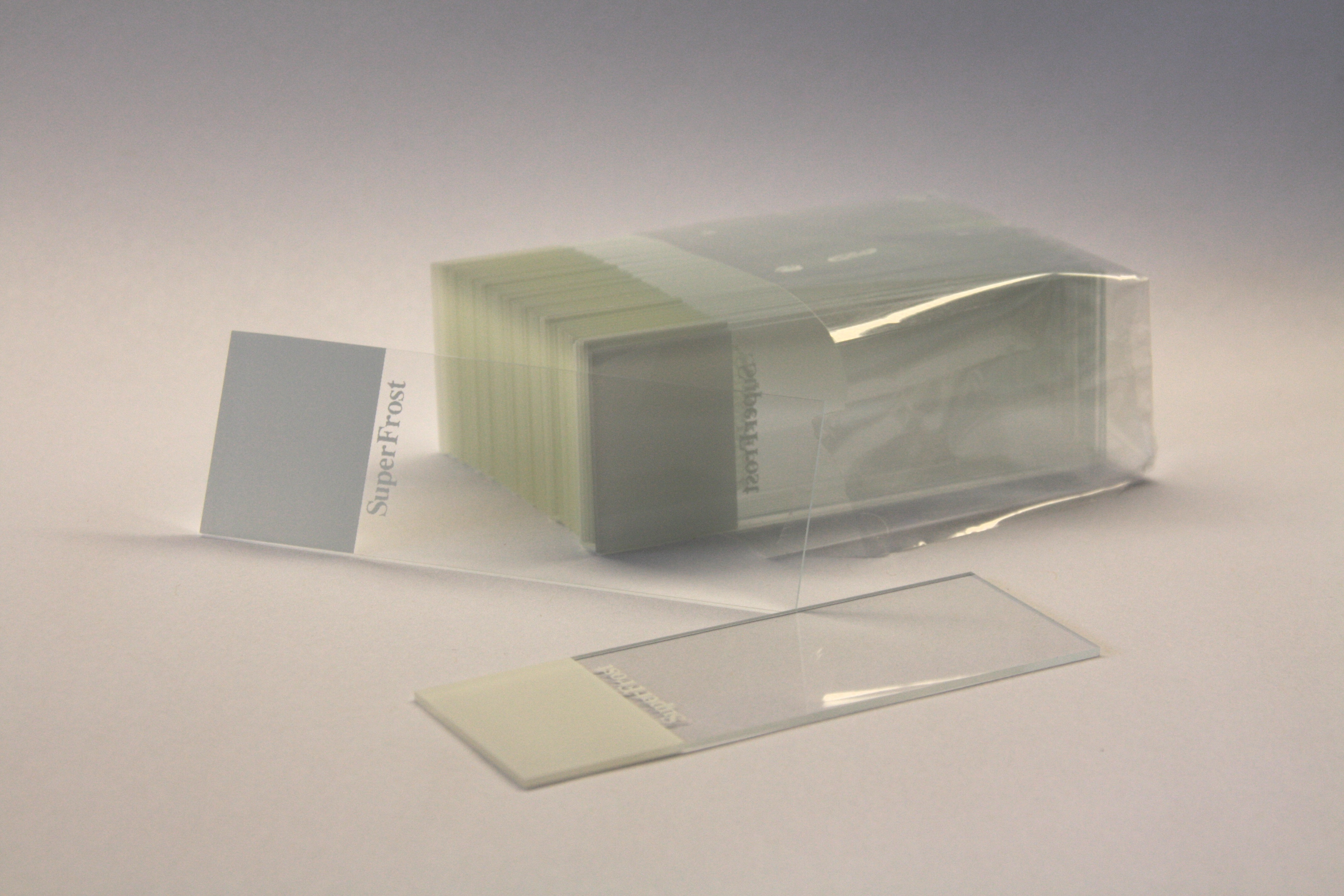
Набір шкелець, розміром 75 на 25 мм з полем для позначень

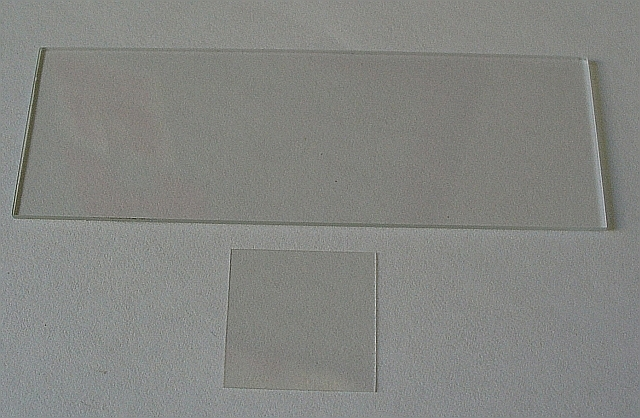
Підставкове скло (більше) і покривне шкельце (менше)

Предметне скло  у мікроскопі - підставка у вигляді пластинки, основа, на якій дрібні предмети розглядають під мікроскопом. Найбільш поширений розмір - 75 × 26 мм, товщиною приблизно 1 мм (DIN ISO 8037-1). Цей розмір колись називали «англійським форматом», на відміну від «формату Гіссена», розміром 48 × 28 мм. Деякі шкельця мають покриття, яке поліпшує прикріплення предметів. Можуть мати зовнішню кольорову тефлонову або епоксидну гідрофобну маску. Зазвичай виготовляються із показником заломлення ne = 1,53 ± 0,02 при λ e = 546,07 нм (зелена лінія Hg). Однак прозоре скло, яке саме по собі не має флуоресценції, також використовується для флуоресцентної мікроскопії. Є спеціальні предметні шкельця, які мають одне або кілька округлих заглиблень, що полегшує дослідження рідин. Також у мікроскопії використовуються скляні пластинки з приєднаними камерами для дослідження клітинних культур. Для визначення довжини під світловим мікроскопом доступні мікрометри з каліброваною шкалою. Зазвичай об’єкт закріплюють на предметному склі накладанням накривного шкельця, меншого за розміром, а потім обидві пластини вставляють у мікроскоп для перегляду. Мікроскопні шкельця утримуються на предметному столику мікроскопа за допомогою затискачів.

## Історія

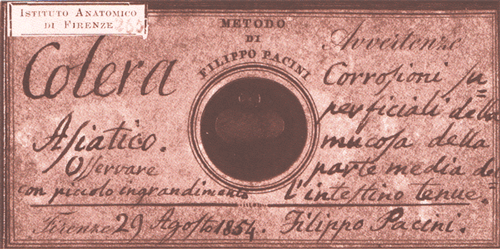
Предметне скло мікроскопа, підготовлене в 1855 році, містить контрольні зразки внутрішньої слизової оболонки тонкої кишки жертви холери

Спочатку досліджувані зразки поміщали між дисками прозорої слюди, які пересували в щілині між предметним столиком і об’єктивом . Ці «повзунки» були популярні у вікторіанській Англії, поки Королівське мікроскопічне товариство не представило стандартизоване предметне скло для мікроскопа .

## Розміри і види

Розміри шкелець

Предметне скло виготовляється інших розмірів для різних потреб, наприклад 75 x 50 мм - для використання у геології, 46 x 27 мм - для петрографічних досліджень, 48 x 28 мм - для шліфів. Підставки, як правило, виготовлені зі звичайного скла, вапняно-натрієвого або боросилікатного скла, але також використовуються спеціальні пластики. Предметне кварцове скло часто використовується, коли важлива ультрафіолетова прозорість, наприклад, у флуоресцентній мікроскопії. Краї часто відшліфовані або відполіровані . Увігнуте або порожнинне предметне скло має одне або кілька заглиблень, призначених для утримання дещо грубших предметів і певних зразків, таких як рідини та культури тканин. Шкельця можуть мати закруглені кути для підвищення безпеки чи міцности, або зрізаний кут для використання із затискачем. Іноді міліметрова сітка поділена на дрібніші квадрати. Шкельця для підрахунку клітин, можуть мати різноманітні резервуари, канали та бар’єри, вигравірувані або відшліфовані на їхній поверхні. Виробник може надрукувати, піддати піскоструминній обробці або нанести на поверхню різні постійні маркування або маски, як правило, за допомогою інертних матеріалів, таких як  політетрафторетилен . Деякі шкельця скраю мають матове або емальоване поле для написів. Можуть мати спеціальні покриття, нанесені виробником, наприклад, для хімічної інертности або поліпшення адгезії клітин. Покриття може мати постійний електричний заряд для утримання тонких або порошкоподібних зразків. Поширені покриття - полілізин, силани, епоксидні смоли або навіть золото .

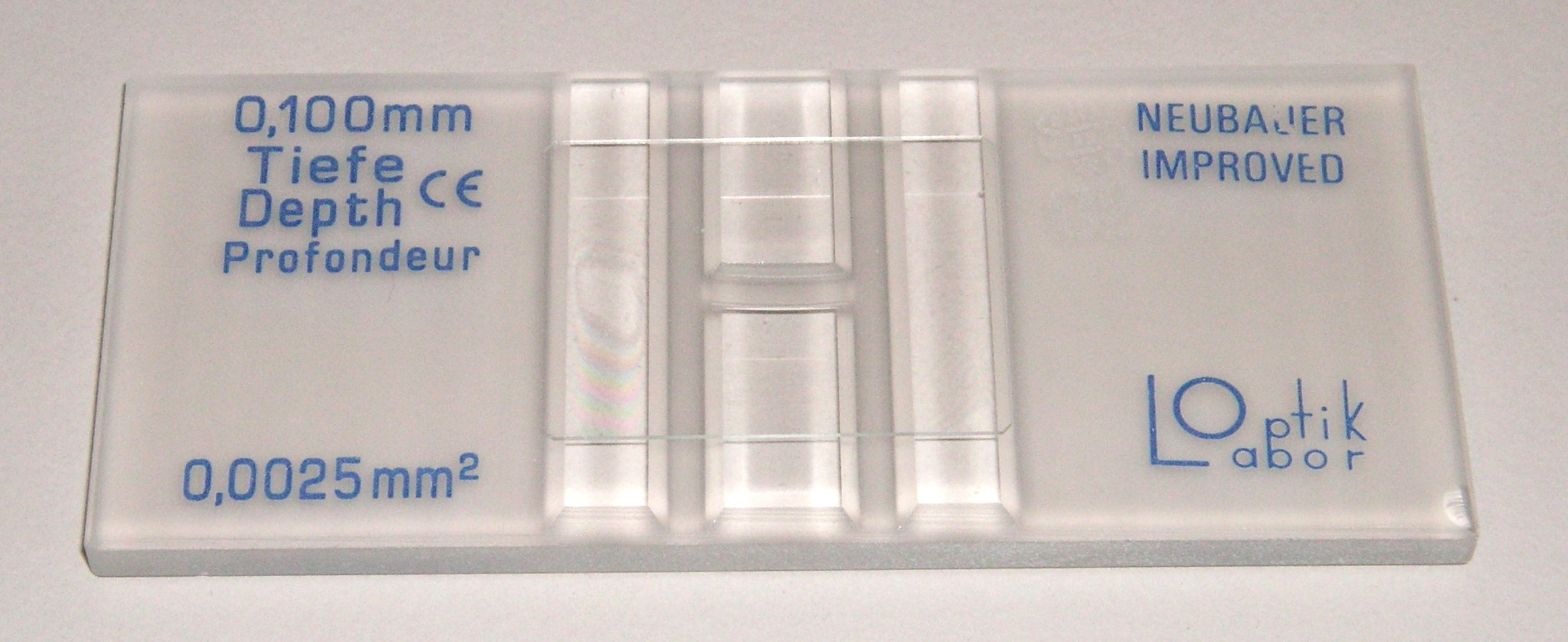
Гемоцитометр Нойбауера для підрахунку клітин
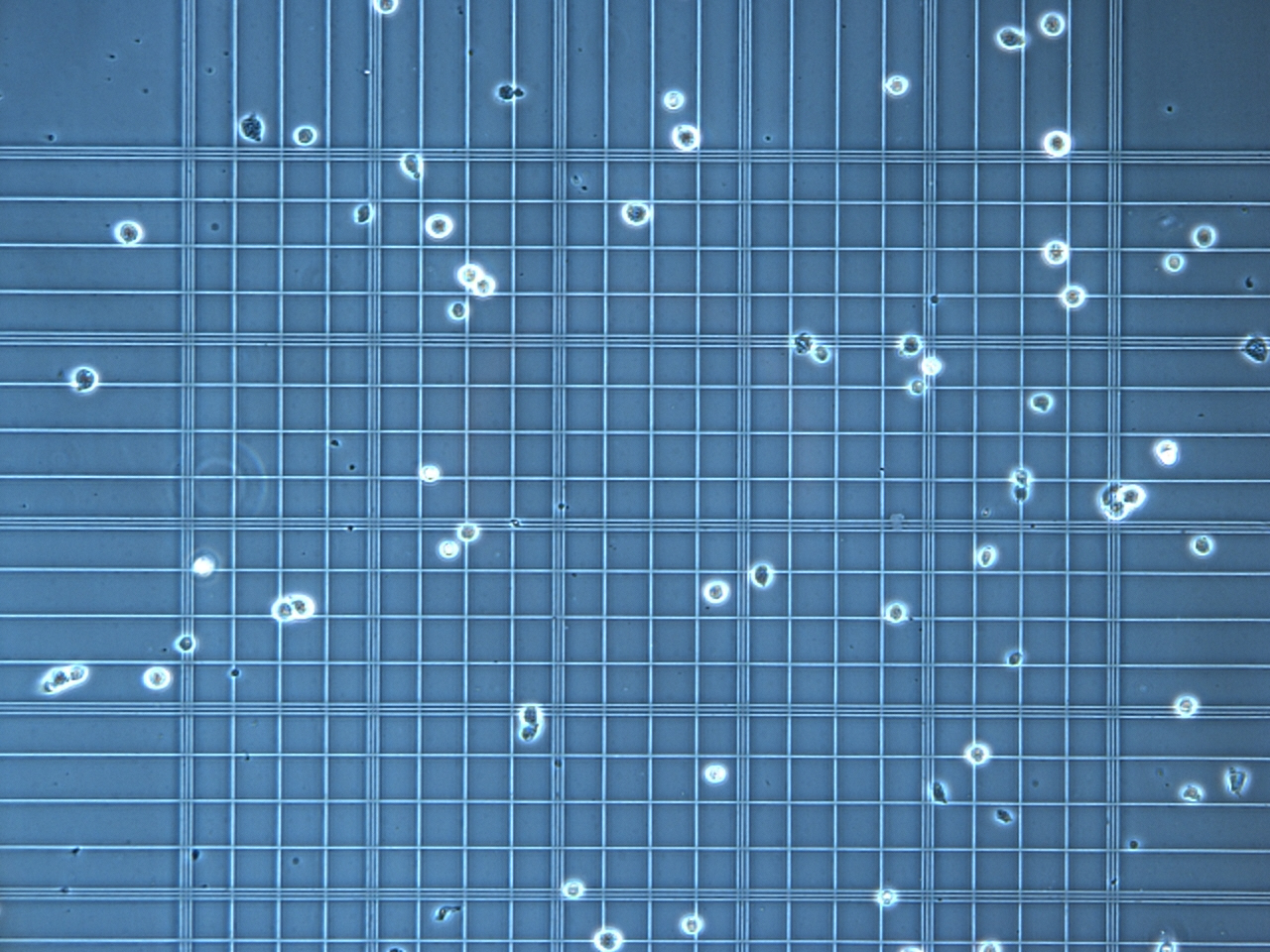
Мікроскопічна сітка предметного скла Нойбауера
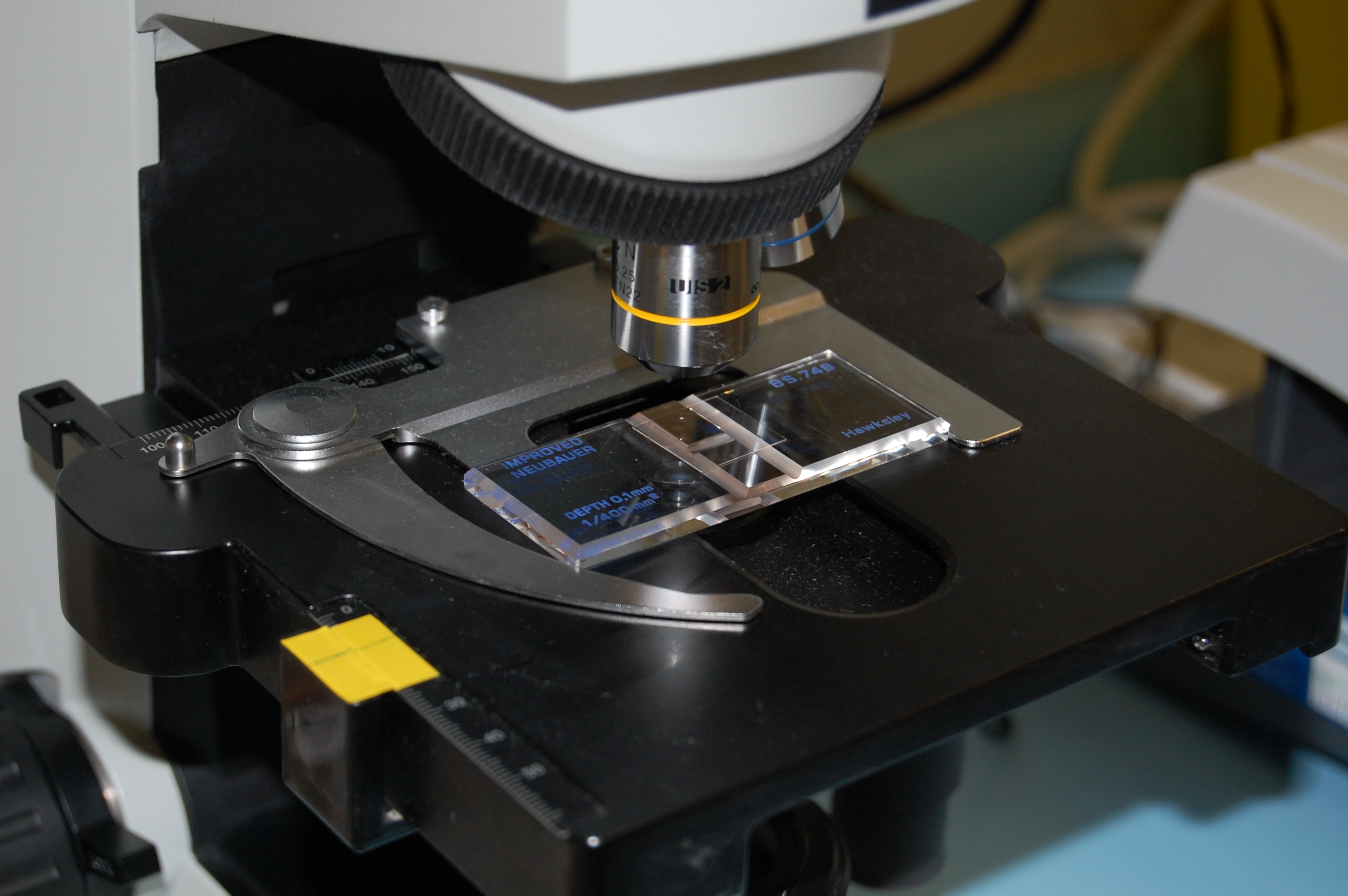
Предметне скло утримується на підставці мікроскопа затискачем

## Використання

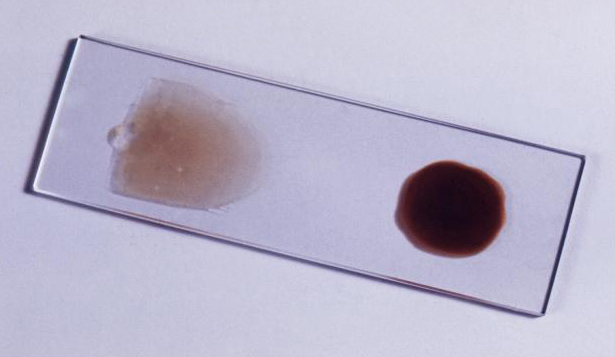
Мазки крови для дослідження, приклад мокрого монтажу

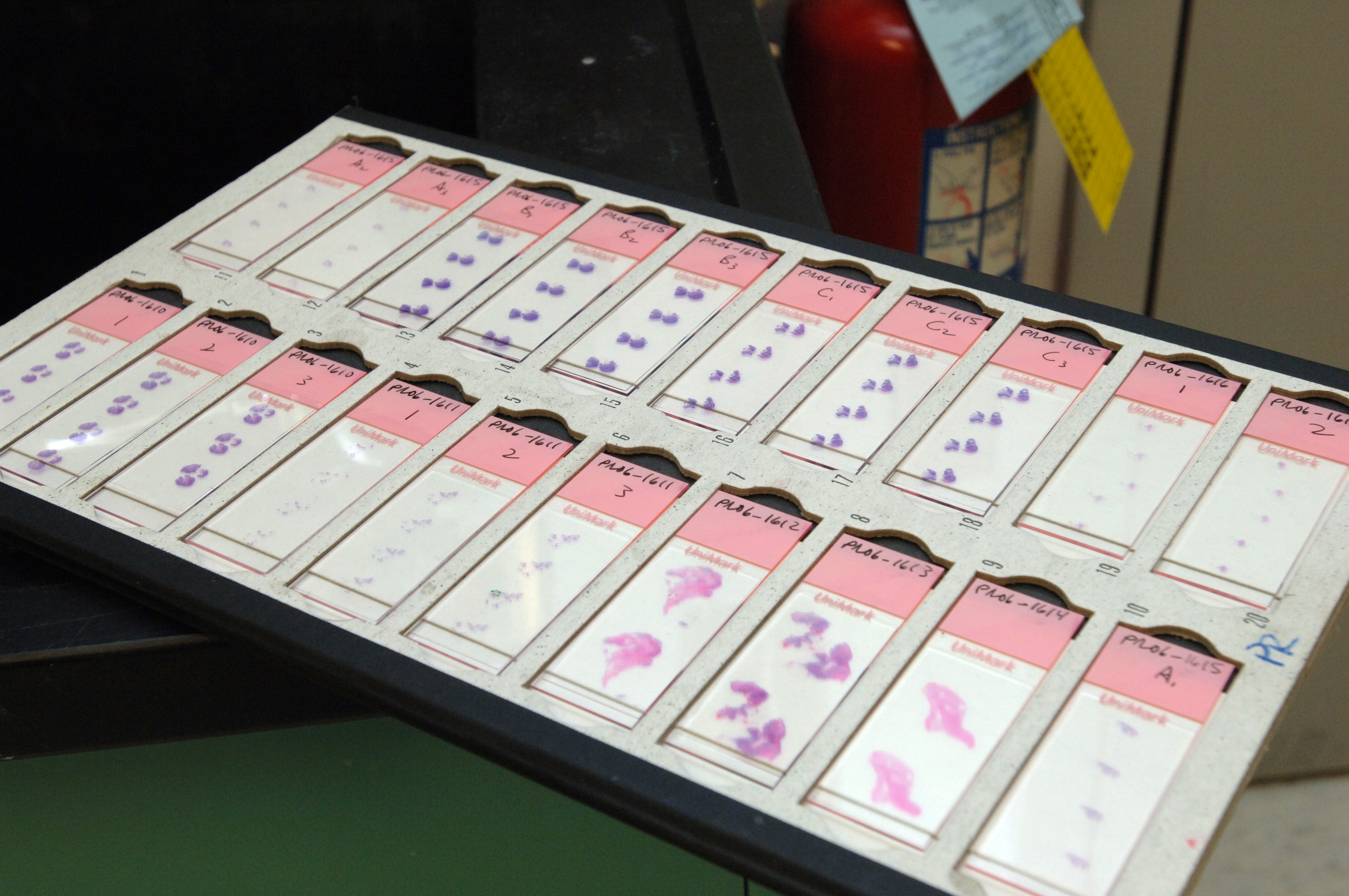
Мікроскопні предметні шкельця з підготовленими, пофарбованими та маркованими зразками тканин у стандартній папці на 20 предметних шкелець

Правильне встановлення зразків на предметне скло мікроскопа має важливе значення для успішного перегляду. Цьому приділялося багато уваги в останні два століття, тож зараз використовуються різні методи. Зразки часто закріплюють меншими, покривними шкельцями,
основне завдання якого - стиснути тверді зразки, а рідкі розплескати тонким шаром однакової товщини. Це необхідно, оскільки мікроскопи з високою роздільною здатністю охоплюють дуже вузьку ділянку, у межах якої вони фокусуються.
Покривне скло утримує зразок на місці або своєю вагою, або, у випадку мокрого кріплення, поверхневим натягом) і відмежовує зразок від пилу та випадкового контакту. Воно захищає об'єктив мікроскопа від контакту зі зразком у олієзанурній або водозанурній мікроскопії. Покривне шкельце можна приклеїти до предметного скла, щоб ізолювати зразок, сповільнюючи дегідратацію та окислення зразка, запобігти забрудненню. Використовується ряд герметиків, включаючи комерційні герметики, лабораторні препарати або навіть звичайний прозорий лак для нігтів, залежно від зразка. Герметик без розчинників, який можна використовувати для зразків живих клітин, це - суміш вазеліну, ланоліну та парафіну в рівних частинах. Мікробні та клітинні культури можна вирощувати безпосередньо на покривному шкельці перед тим, як його помістити на предметне скло, а зразки можна постійно закріплювати на шкельці, а не на предметному склі.
Покривне шкельце теж є різних розмірів і товщини. Використання неправильної товщини може призвести до сферичної аберації та зниження роздільної здатности та інтенсивности зображення. Спеціальні об’єктиви можуть використовуватися для огляду зразків без покривних шкелець  .

## Способи встановлення зразків

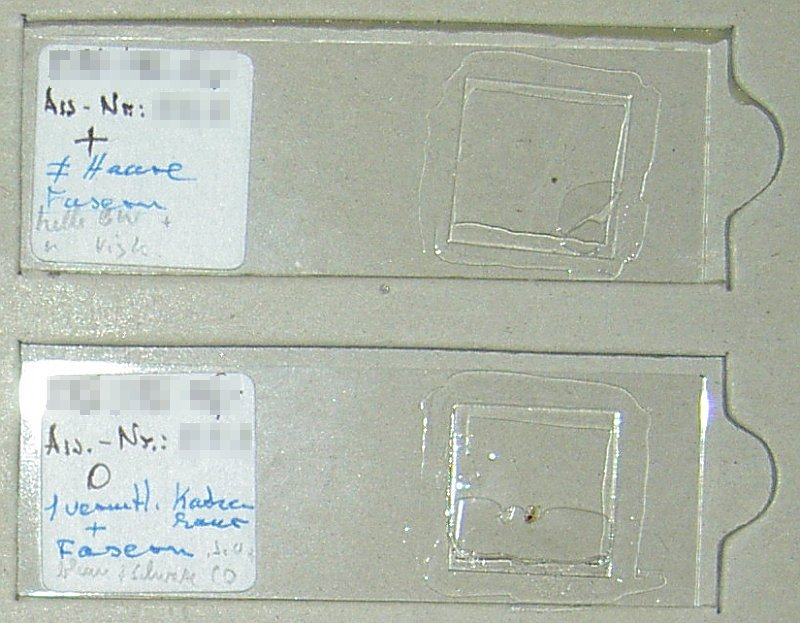
Зразки під накривним склом на предметних стеклах

Найпростіший спосіб - коли об’єкт розміщується на склі. Зверху його можна накрити для знерухомлення і захисту як зразка, так і об’єктива мікроскопа. Метод можна успішно використовувати для огляду пилку, пір’я, волосся тощо. Його також використовують для дослідження частинок, захоплених прозорими мембранними фільтрами (наприклад, при аналізі повітряного пилу).
При так званому мокрому кріпленні зразок поміщають у краплю йоду або іншої рідини, яка утримується між предметним та покривним шкельцями поверхневим натягом. Цей метод зазвичай використовується, наприклад, для перегляду мікроскопічних організмів, які ростуть чи живуть у водах ставків, озер.
Для патологічного та біологічного досліджень зразок зазвичай проходить складну гістологічну підготовку, яка передбачає його фіксацію для запобігання гниттю, зневодненню. Досліджуваний об'єкт нарізають тонкими пластинами мікротомом, фарбують тканини за допомогою різних барвників для виявлення складників тканини. 
Для палінологічних мікроскопічних досліджень проводять суспендування концентрованого зразка в дистильованій воді, розміщують зразки на предметному склі для випаровування води .
Середовище, у яке занурюють зразок, як правило, є під покривним шкельцем. Речовини, такі як вода чи гліцерин, вважають монтажними середовищами. Також використовуються сполуки, що твердіють як постійне кріплення. До популярних засобів кріплення досліджуваних зразків належать Permount, Hoyer, гліцеринове желе. Від монтажного середовища вимагається наявність показника заломлення, близьке до скла (1,518), відсутність реакції зі зразком, стабільність у часі без кристалізації, інше .